# Bahnstrecke Stuttgart-Rohr–Filderstadt
| Schematische Darstellung des Linienverlaufes |                                                                                  |                                                                                |                                                                                |
| Streckennummer (DB): | 4861 (Stuttgart Hbf–Filderstadt) 4862 (Stuttgart-Vaihingen–Leinfelden, bis 1983) |                                                                                |                                                                                |
| Kursbuchstrecke (DB): | 790.2-3                                                                          |                                                                                |                                                                                |
| Kursbuchstrecke: | 327b (Stuttgart-Rohr – Leinfelden 1946)                                          |                                                                                |                                                                                |
| Streckenlänge: | 11,460 km                                                                        |                                                                                |                                                                                |
| Spurweite: | 1435 mm (Normalspur)                                                             |                                                                                |                                                                                |
| Stromsystem: | 15 kV 16,7 Hz ~                                                                  |                                                                                |                                                                                |
| Maximale Neigung: | 36 ‰                                                                             |                                                                                |                                                                                |
| Streckengeschwindigkeit: | 100 km/h                                                                         |                                                                                |                                                                                |
| Zugbeeinflussung: | PZB                                                                              |                                                                                |                                                                                |
| Zweigleisigkeit: | Rohr–Flughafen/Messe                                                             |                                                                                |                                                                                |
| |                                                                                  |                                                                                |                                                                                |
| \| \| \| von Stuttgart \| \| \| \| 16,6+161 \| Stuttgart-Rohr \| Stuttgart-Rohr \| \| \| 16,6+200,716,8+0,0 \| \| \| \| \| \| nach Horb \| \| \| \| 18,917 \| Oberaichen \| Oberaichen \| \| \| \| von Stuttgart-Möhringen (ab 1920) \| \| \| \| 20,584 \| Leinfelden \| Leinfelden \| \| \| \| nach Waldenbuch \| \| \| \| 22,00 \| Echterdinger Tunnel (614 m) \| Echterdinger Tunnel (614 m) \| \| \| \| von Stuttgart-Möhringen (bis 1920) \| \| \| \| 22,747 \| Echterdingen \| Echterdingen \| \| \| \| nach Neuhausen auf den Fildern (bis 1983) \| \| \| \| \| Anschluss Flughafen und Baugleis für BAB 8 \| \| \| \| 23,90 \| Tunnel Flughafen (4120 m) \| Tunnel Flughafen (4120 m) \| \| \| 24,810 \| Stuttgart Flughafen/Messe (ehem. Stuttgart Flughafen) \| Stuttgart Flughafen/Messe (ehem. Stuttgart Flughafen) \| \| \| \| Flughafenkurve (geplant) \| \| \| \| \| \| \| \| \| \| von Stuttgart-Möhringen \| \| \| \| 27,803 \| Filderstadt (ehemals Bernhausen) \| Filderstadt (ehemals Bernhausen) \| \| \| \| (Verlängerung im Bau) \| \| \| \| \| \| \| \| \| \| \| \| \| \| \| nach Neuhausen auf den Fildern (seit 2023 im Bau, geplante Eröffnung ca. 2027) \| \| \| \| \| \| \| |                                                                                  |                                                                                |                                                                                |
| Strecke |                                                                                  | von Stuttgart                                                                  | von Stuttgart                                                                  |
| Haltepunkt / Haltestelle | 16,6+161                                                                         | Stuttgart-Rohr                                                                 | Stuttgart-Rohr                                                                 |
| Kilometer-Wechsel | 16,6+200,716,8+0,0                                                               |                                                                                |                                                                                |
| Abzweig geradeaus und nach rechts |                                                                                  | nach Horb                                                                      | nach Horb                                                                      |
| Haltepunkt / Haltestelle | 18,917                                                                           | Oberaichen                                                                     | Oberaichen                                                                     |
| Abzweig geradeaus und ehemals von links |                                                                                  | von Stuttgart-Möhringen (ab 1920)                                              | von Stuttgart-Möhringen (ab 1920)                                              |
| Haltepunkt / Haltestelle | 20,584                                                                           | Leinfelden                                                                     | Leinfelden                                                                     |
| Abzweig geradeaus und ehemals nach rechts |                                                                                  | nach Waldenbuch                                                                | nach Waldenbuch                                                                |
| Tunnel | 22,00                                                                            | Echterdinger Tunnel (614 m)                                                    | Echterdinger Tunnel (614 m)                                                    |
| Abzweig geradeaus und ehemals von links |                                                                                  | von Stuttgart-Möhringen (bis 1920)                                             | von Stuttgart-Möhringen (bis 1920)                                             |
| Haltepunkt / Haltestelle | 22,747                                                                           | Echterdingen                                                                   | Echterdingen                                                                   |
| Abzweig geradeaus und ehemals nach rechts |                                                                                  | nach Neuhausen auf den Fildern (bis 1983)                                      | nach Neuhausen auf den Fildern (bis 1983)                                      |
| Abzweig geradeaus und ehemals nach links |                                                                                  | Anschluss Flughafen und Baugleis für BAB 8                                     | Anschluss Flughafen und Baugleis für BAB 8                                     |
| Tunnelanfang | 23,90                                                                            | Tunnel Flughafen (4120 m)                                                      | Tunnel Flughafen (4120 m)                                                      |
| Bahnhof (im Tunnel) | 24,810                                                                           | Stuttgart Flughafen/Messe (ehem. Stuttgart Flughafen)                          | Stuttgart Flughafen/Messe (ehem. Stuttgart Flughafen)                          |
| Abzweig geradeaus und ehemals nach links (im Tunnel) |                                                                                  | Flughafenkurve (geplant)                                                       | Flughafenkurve (geplant)                                                       |
| Verschwenkung von rechts (im Tunnel) |                                                                                  |                                                                                |                                                                                |
| Strecke von rechts (außer Betrieb) · Strecke (im Tunnel) |                                                                                  | von Stuttgart-Möhringen                                                        | von Stuttgart-Möhringen                                                        |
| Bahnhof (Strecke außer Betrieb) · Kopfbahnhof Strecke ab hier außer Betrieb (im Tunnel) | 27,803                                                                           | Filderstadt (ehemals Bernhausen)                                               | Filderstadt (ehemals Bernhausen)                                               |
| Strecke (außer Betrieb) · Tunnelende (Strecke außer Betrieb) |                                                                                  | (Verlängerung im Bau)                                                          | (Verlängerung im Bau)                                                          |
| Verschwenkung nach links (Strecke außer Betrieb) · Verschwenkung nach rechts (Strecke außer Betrieb) |                                                                                  |                                                                                |                                                                                |
| |                                                                                  |                                                                                |                                                                                |
| Strecke (außer Betrieb) |                                                                                  | nach Neuhausen auf den Fildern (seit 2023 im Bau, geplante Eröffnung ca. 2027) | nach Neuhausen auf den Fildern (seit 2023 im Bau, geplante Eröffnung ca. 2027) |
| |                                                                                  |                                                                                |                                                                                |

Die Bahnstrecke Stuttgart-Rohr–Filderstadt ist eine elektrifizierte und überwiegend zweigleisige Hauptbahn in Baden-Württemberg. Sie zweigt im Stuttgarter Stadtteil Rohr von der Bahnstrecke Stuttgart–Horb ab und führt über Oberaichen, Leinfelden, Echterdingen und den Stuttgarter Flughafen bis nach Bernhausen, einem Ortsteil von Filderstadt. Eine Verlängerung nach Neuhausen auf den Fildern ist in Bau.

## Geschichte

### Bau und Betrieb in den Anfangsjahren
Der Streckenabschnitt Rohr–Echterdingen wurde im Rahmen von Notstandsarbeiten 1920 von der Deutschen Reichsbahn gebaut, um die von der privaten Filderbahn-Gesellschaft betriebene Bahnstrecke Stuttgart-Möhringen–Neuhausen auf den Fildern besser an das Staatsbahnnetz anzubinden. Die Strecke wurde am 1. Oktober 1920 eröffnet, die Züge der Reichsbahn verkehrten durchgehend bis Neuhausen. Auf diese Weise konnten den Fahrgästen durchgehende Verbindungen ohne Umstieg in Degerloch angeboten werden. Ab Echterdingen erfolgten die Zugleistungen dabei im Auftrag der Stuttgarter Straßenbahnen AG, die die Filderbahn seit 1920 betrieb und zu der sie seit 1934 auch rechtlich gehörte. Ab 1928 zweigte in Leinfelden die sogenannte Siebenmühlentalbahn ab, eine Zweigstrecke nach Waldenbuch.
Für den Bau der Bundesautobahn 8 und des Flughafens Stuttgart legte man ab 1934 ein zwischen Echterdingen und Bernhausen abzweigendes Güteranschluss- und Baustellengleis an, das zeitweilig entlang der entstehenden Autobahntrasse bis kurz vor Denkendorf führte und außerdem zur Versorgung des Flughafens mit Baumaterialien und Gütern auch nach dessen Fertigstellung im Jahr 1939 diente. Da die Deutsche Reichsbahn für diese Großbauvorhaben teilweise eigene Techniker zur Verfügung stellte, trug ihr dieser Umstand in späteren Zeiten allerdings auch den Vorwurf ein, letztlich die eigene Konkurrenz gefördert zu haben. Die Streckenführung der Filderbahn nach Bernhausen wurde 1937 östlich des Bahnhofs Echterdingen zur Umfahrung des Flughafenareals nach Süden verschwenkt, die heutige S-Bahn-Strecke folgt allerdings weitgehend dem einstigen Anschlussgleis.

### Einstellung des Personenverkehrs ab 1955
1955 wurde der Personenverkehr auf der Bahnstrecke Stuttgart-Rohr–Echterdingen(–Neuhausen) und auf der Siebenmühlentalbahn auf Omnibusbetrieb umgestellt, die Strecke wurde fortan nur noch im Güterverkehr bedient. Die Belieferung des Flughafens mit Treibstoff und anderen Gütern über die Schiene wurde Ende der 1960er Jahre aufgegeben, als die Echterdinger Anschlussstrecke den Planungen für die neue Bundesstraße 27 weichen musste und eine Nutzung des südlichen Anschlusses über den militärischen Teil des Flughafens wegen des Widerstandes der US-Army nicht zustande kam. Am 28. Mai 1983 wurde der Güterverkehr auf dem Abschnitt Leinfelden–Neuhausen eingestellt und die Gleise auf dem im Eigentum der SSB befindlichen Streckenteil von Echterdingen bis Neuhausen bald darauf entfernt, die Gleise auf dem DB-eigenen Teil Leinfelden–Echterdingen folgten im Rahmen der Bauvorbereitungen für die S-Bahn einige Jahre später. Als definitiv letzter Zug auf der ursprünglichen Strecke vor der Wiedereröffnung als S-Bahn stattete im September 1985 anlässlich einer Sonderfahrt zur Einweihung der S-Bahn nach Stuttgart-Vaihingen ein Uerdinger Schienenbus Echterdingen einen Besuch ab. Auf dem Restabschnitt Rohr–Leinfelden fanden jedoch bis Anfang der 1990er Jahre weiterhin vereinzelt Rangierfahrten statt. Sie bedienten hauptsächlich die in Leinfelden ansässigen Firmen, aber auch Baumaterialtransporte für den S-Bahn-Bau waren darunter.
Für die S-Bahn wurde die Strecke ab Mitte der 1980er Jahre zweigleisig ausgebaut, elektrifiziert und abschnittsweise tiefer gelegt. Ferner wurden Kurven begradigt. Zwischen Echterdingen und dem Flughafen entstand eine Neubaustrecke. Im Vorentwurf der S-Bahn Stuttgart war das Vorhaben einer Filder-Schnellbahn zwischen Stuttgart-Vaihingen und dem Flughafen mit kalkulierten Baukosten von 47 Millionen DM (Preisstand: 1966) enthalten. Dabei war ein zweigleisiger Ausbau, eine Verlängerung zum Flughafen sowie eine Elektrifizierung ab Stuttgart-Rohr vorgesehen. Das Vorhaben sollte in zwei Bauabschnitten in den Jahren 1976 bis 1978 realisiert werden.

### Seit 1989 Nutzung als S-Bahn
Seit dem 27. Mai 1989 fährt die Stuttgarter S-Bahn bis Oberaichen, am 18. April 1993 wurde sie zum Flughafen verlängert.
Für den Streckenausbau bis zum Flughafen wurden insgesamt 356,7 Millionen DM investiert. Davon wurden 260 Millionen DM aus S-Bahn-Mitteln gedeckt. Anders als ursprünglich vorgesehen, findet zwischen Rohr und Leinfelden seither kein Güterverkehr mehr statt. Eine 1993 mitgebaute Brücke in Leinfelden war für ein Anschlussgleis vorgesehen, wurde hierfür jedoch nie verwendet und seit Oktober 2015 für den Stadtbahnbetrieb der U5 genutzt.
Am 29. März 1993 wurde die Verlängerung der S-Bahn nach Filderstadt-Bernhausen beschlossen und am 16. August 1993 wurde der 6. Ausführungsvertrag der S-Bahn unterzeichnet. Zwischen 1994 und 1995 entstand am Flughafen ein rund 400 Meter langes Tunnelstück in offener Bauweise, die übrigen 2,2 Kilometer wurden in bergmännischer Bauweise ab 1998 vorgetrieben. Der bergmännische Tunnel kostete 129,5 Millionen DM, der daran anschließende Bahnhof in Bernhausen 47,53 Millionen DM. Die Stadt Filderstadt übernahm davon 31,8 Millionen DM. Weitere 22,5 Millionen DM wandte die Stadt für weitere Maßnahmen auf, beispielsweise Park-and-Ride-Anlagen und die Sanierung des alten Bahnhofsgebäudes. Insgesamt kostete die S-Bahn-Verlängerung damit 199,4 Millionen DM. Am 29. September 2001 wurde die eingleisige Verlängerung nach Filderstadt-Bernhausen eröffnet. Die neue Station ist unterirdisch, nach oben jedoch teilweise verglast.
In den Jahren 2007 und 2008 wurde die Signaltechnik der Strecke verbessert. Mit den etwa 1,7 Millionen Euro teuren Maßnahmen können S-Bahnen seither im Fünf-Minuten-Takt auf der Strecke verkehren. Die Maßnahmen wurden durch den verstärkten Verkehr mit zwei- bis dreimal so vielen Fahrgästen durch die Publikumsmessen notwendig.
Für die S-Bahn-Verlängerung nach Neuhausen wurden neue Fahrzeuge der Baureihe 430 beschafft und an Stelle der bisherigen Vollzüge verkehren Langzüge. Vorgesehen war zunächst ein Halbstundentakt. Durch die 2019 beschlossene Beschaffung weiterer Fahrzeuge wurde ein Viertelstundentakt bis Neuhausen ermöglicht. Auf Beschluss des VRS-Verkehrsausschusses vom 10. Februar 2021 verkehrt die S2 werktags ab dem Fahrplanwechsel im Dezember 2021 zwischen Rohr, Flughafen und Filderstadt viertelstündlich, die S3 wird nur noch in Tagesrandlage und am Wochenende zum Flughafen geführt und endet bzw. beginnt ansonsten in Vaihingen. Zukünftig werden täglich 30 Zugpaare bis Filderstadt geführt, die damit einhergehenden Mehrkosten betragen 800.000 Euro pro Jahr. Die Ankunfts- und Abfahrtszeiten in Filderstadt wurden um eine Minute verschoben, um Kreuzungskonflikte im eingleisigen Abschnitt des Tunnels Flughafen zu vermeiden. Dieses Konzept soll auch mit Inbetriebnahme von Stuttgart 21, im Dezember 2025, beibehalten werden.

### Erwogener Umbau durch Stuttgart 21
Die Planungen des Projektes „Stuttgart 21“ sahen vor, die Bahnstrecke Stuttgart–Horb (Gäubahn) im Stuttgarter Stadtgebiet zwischen Vaihingen und dem Talkessel stillzulegen und stattdessen den Verkehr über die Strecke Stuttgart-Rohr–Filderstadt zum Flughafen und von dort weiter über die Neubaustrecke Stuttgart–Wendlingen zum neuen Hauptbahnhof zu führen. Neben den bis zu 148 S-Bahn-Zügen pro Tag wären damit, nach dem Planungsstand von 2010, zusätzlich 62 Fern- und Regionalzüge (jeweils Summe beider Richtungen) über die Strecke gefahren. Zum Konzept gehörte die Rohrer Kurve, über die die Anbindung nach Süden hergestellt wird, sowie der neue Stuttgart Flughafen Fernbahnhof mit der Flughafenkurve Stuttgart, die die Verbindung zur Neubaustrecke Stuttgart–Wendlingen und damit zum Hauptbahnhof herstellen sollte.
Für die geplante Nutzung der Strecke durch Fern- und Regionalverkehr wurde eine Ausnahmezulassung für den Flughafentunnel und den Echterdinger Tunnel notwendig. Diese Ausnahmeregelung war umstritten und wurde vom Bundesministerium für Verkehr, Bau und Stadtentwicklung gegen den Widerspruch von Mitarbeitern des Eisenbahn-Bundesamtes erlassen. Sie ist zunächst befristet bis 2035, im Juni 2018 dann unbefristet mit einem Widerrufsvorbehalt.
Für den Planfeststellungsabschnitt 1.3 des Projekts Stuttgart 21, zu dem auch die Neu- und Ausbaumaßnahmen entlang der Bahnstrecke Rohr–Filderstadt gehörten, wurde das Planfeststellungsverfahren im Oktober 2002 beantragt. 2016 wurde dieser Abschnitt in 1.3a und 1.3b geteilt, die besonders umstrittene Strecke gehört zum Abschnitt 1.3b. 2020 kam als Alternative zum Pfa 1.3b der Bau eines direkten Tunnels zwischen Gäubahn und Flughafen in die Diskussion. Der 11 km lange Pfaffensteigtunnel soll vom Fern- und Regionalverkehr genutzt werden, wodurch der S-Bahn weiterhin eine unabhängige Strecke zum Flughafen zur Verfügung stehen würde. Mit Einreichung des Planfeststellungsantrags für den Tunnel im April 2024 wurde der bisherige Planfeststellungsantrag für den Abschnitt 1.3b zurückgezogen und der erwogene Ausbau der Strecke zwischen Stuttgart-Rohr und Filderstadt damit verworfen. Auch die Ausnahmezulassung ist damit nicht mehr notwendig.

### Weiterer Betrieb
Zwischen wenigstens Anfang September 2022 und 25. Oktober 2022 war der S-Bahn-Betrieb zwischen Flughafen und Filderstadt aufgrund erhöhten Radverschleißes eingestellt. Vom 13. Juni bis 11. Juli 2025 wird der Betrieb aufgrund einer Gleiserneuerung eingestellt.

### Ausbau bis Neuhausen

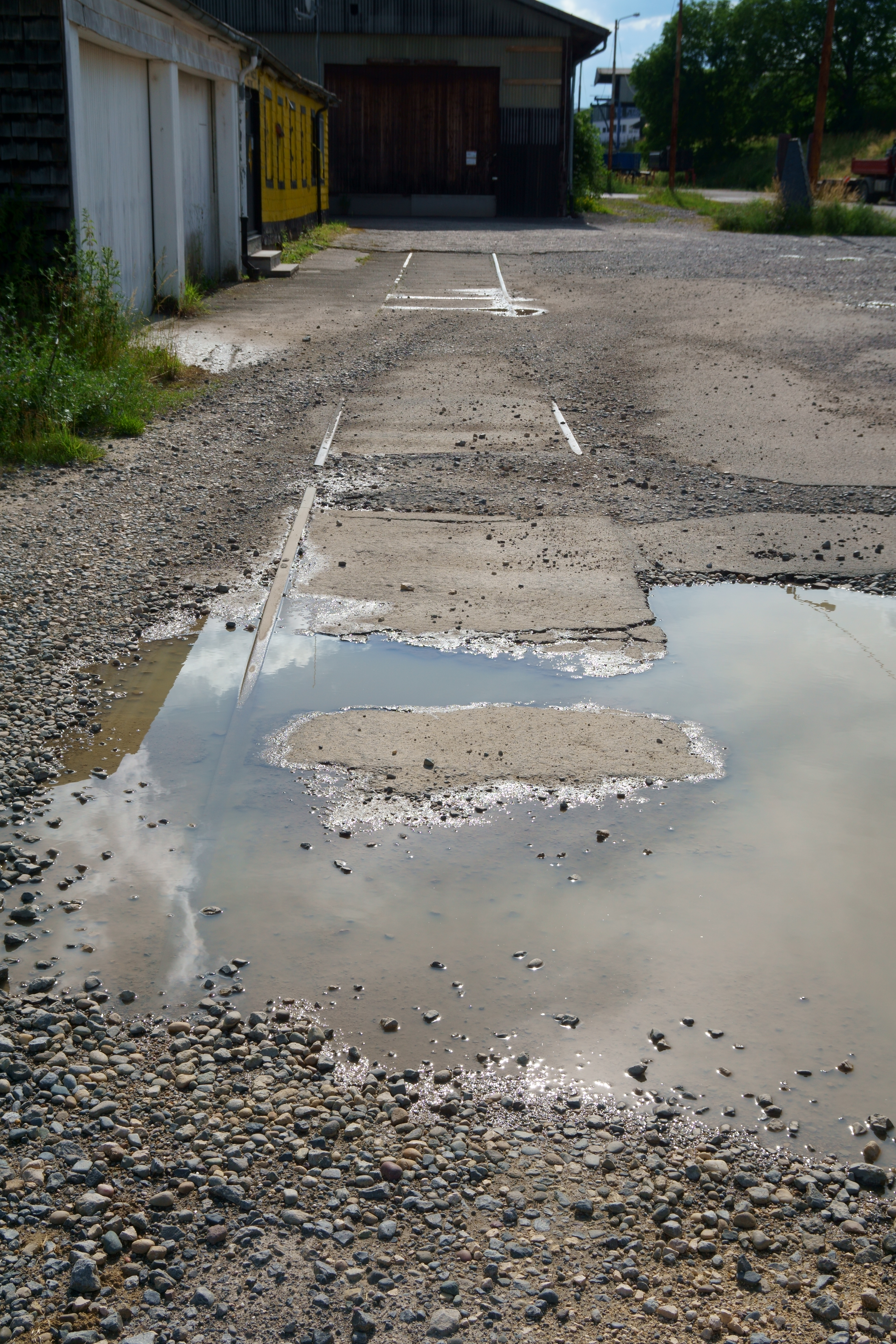
Diese Gleise sind ein letzter Rest der Gleisanlagen des alten Bahnhofs in Neuhausen auf den Fildern. Im Bereich des alten Bahnhofs soll der neue Bahnhof entstehen.

Mit dem Bau der Verlängerung der Strecke bis Neuhausen wurde 2023 begonnen. Sie nutzt dabei die Trasse der stillgelegten Bahnstrecke Stuttgart-Möhringen–Neuhausen auf den Fildern. Der neue, etwa 3,9 Kilometer lange Neubauabschnitt wird teilweise zweigleisig, der bestehende Tunnel unter dem Flughafen bleibt weiterhin eingleisig.
In Bernhausen ist im Anschluss an die Station Filderstadt/Bernhausen eine Tunnelverlängerung bis zum Ortsausgang vorgesehen. Dazu kommt eine neue zweigleisige Station im Norden von Filderstadt-Sielmingen in Troglage und die oberirdische, dreigleisige neue Endstation Neuhausen, jeweils mit 210 Meter langen und 96 Zentimeter hohen Bahnsteigen. Zwischen Sielmingen und Neuhausen wird die Strecke eingleisig.
In Neuhausen sollen zwei Bahnsteige entstehen, wobei der südliche Bahnsteig nur in Ausnahmefällen benutzt wird. Das mittlere Gleis hat keine Bahnsteige und dient nur als Rangier- oder Abstellgleis. Der nördliche Bahnsteig grenzt an vier Haltebuchten für den Busverkehr, damit können die Passagiere direkt vom Bahnsteig in den Bus umsteigen. Insgesamt gibt es Abstellmöglichkeiten für zehn Einheiten, drei Langzüge und einen Kurzzug. In Neuhausen ist noch ein Technikgebäude vorgesehen und eine befestigte Eingleisstelle für schwere Zweiwegefahrzeuge, dabei dient die Busspur zugleich als Zufahrt.
Erste Überlegungen zur Verlängerung gab es 2004. Im September 2009 plädierte ein Gutachten für eine Verlängerung der S2 vom Endhalt Filderstadt nach Neuhausen. Die alternative Verlängerung der Stadtbahnlinie U6 über Flughafen/Messe hinaus bis nach Neuhausen wurde verworfen. Die baden-württembergische Landesregierung beschloss am 14. November 2012, für die Verlängerung der S2 bis Neuhausen und die Verlängerung der U6 bis Flughafen/Messe rund 29 Millionen Euro bereitzustellen. Im September 2013 beschloss die Regionalversammlung den Bau.
2014 fiel die Entscheidung, die Planung aufzunehmen. Aufgrund von Synergieeffekten mit der geplanten U6-Verlängerung wurden die Stuttgarter Straßenbahnen AG (SSB) mit der Realisierung beauftragt, die die Strecke später auch als nichtbundeseigene Eisenbahn betreiben soll. Erstmals in der Geschichte der S-Bahn Stuttgart wurde damit nicht die Deutsche Bahn mit einer Netzerweiterungsmaßnahme betraut. Der neue Streckenabschnitt wird nach S-Bahn-Standard erstellt und wird in der Station Filderstadt an die bestehende Bahnanlage der Deutschen Bahn anschließen. Die Genehmigung und die Eisenbahnaufsicht liegen beim Land Baden-Württemberg. Die Verlängerung sollte 2019 in Betrieb gehen.
Im Oktober 2013 wurden geschätzte Kosten von 92 Millionen Euro genannt. Dieser Wert beruht auf einer Fortschreibung der Kostenschätzung der Standardisierten Bewertung von 2009. Der im Rahmen der Standardisierten Bewertung errechnete Nutzen-Kosten-Faktor beträgt 1,1. Eine ausreichende Wirtschaftlichkeit ergab sich nur mit dem im Rahmen von Stuttgart 21 geplanten Stuttgart Flughafen Fernbahnhof. Auf dem verlängerten Abschnitt wurden 7000 Fahrgäste pro Tag erwartet.
Die Planung aus der Standardisierten Bewertung von 2009 wurde bis 2014 überarbeitet. In Neuhausen wurde eine Abstellanlage für vier S-Bahn-Züge ergänzt, die Maßnahmen zum Schall- und Erschütterungsschutz überarbeitet, Erkenntnisse aus Baugrundgutachten berücksichtigt sowie eine Grobkonzeption für den Bauablauf berücksichtigt. Die vorgesehene Bauzeit wurde auf vier Jahre verlängert. Die geschätzten Gesamtkosten (Nettopreise zum Preisstand 2014) werden nunmehr mit 125 Millionen Euro beziffert, 27 Millionen mehr als Anfang 2013 ausgewiesen. Der Finanzierungsanteil des Bundes steigt damit auf 62,4 Millionen Euro an, der des Landes auf 20,4 Millionen. Auf den VRS entfallen nunmehr 27,8 Millionen Euro, auf Landkreis und Kommunen 13,8 Millionen. Der Nutzen-Kosten-Index liege trotz der Mehrkosten weiterhin bei 1,1. Der Kreistag des Landkreises Esslingen beschloss am 11. Dezember 2014, das Projekt trotz der Kosten- und Zeitverzögerungen bis zum Planfeststellungsbeschluss zu führen.
Im Juni 2015 gaben die SSB bekannt, dass die Verlängerung auf insgesamt etwa einem Drittel der Strecke eingleisig ausgeführt werden soll. Konkrete Einsparungen wurden nicht benannt. Im Juli 2019 gaben die SSB eine Verschiebung der Inbetriebnahme um vier Jahre, auf Mitte 2026, bekannt. Die voraussichtlichen Kosten stiegen von 125 auf 209 Millionen Euro, überwiegend begründet durch höhere Baupreise. Die Wirtschaftlichkeit des Vorhabens, über das die Regionalversammlung im Herbst 2019 entscheiden soll, sei weiterhin gegeben. Der Finanzierungsanteil der Region soll von 27,8 Millionen auf bis zu 53,2 Millionen Euro steigen.
Zu dem Vorhaben gingen 350 Einwendungen von privater Seite sowie 40 Stellungnahmen von Trägern öffentlicher Belange ein. Der für März 2020 geplante Erörterungstermin musste aufgrund der COVID-19-Pandemie in Deutschland abgesagt werden. Der neue Erörterungstermin war am 6. Oktober 2020. Rund 200 Menschen nahmen an dem Erörterungstermin teil. Dabei wurden vor allen Dingen Bedenken zur Linienführung entlang der Wohnbebauung und der verkehrlichen Sinnhaftigkeit hervorgebracht. Der Planfeststellungsbeschluss erging mit Datum vom 30. Juni 2022. Die Planfeststellung verzögerte sich laut SSB, weil das Regierungspräsidium Stuttgart die Stuttgart-21-Planungen am Flughafen priorisierte und es Personalwechsel gab. Ferner werde mit Kostensteigerungen gerechnet.
Am 26. September 2023 wurde der Spatenstich begangen und dabei von einer Inbetriebnahme im Jahr 2027 ausgegangen. Die Gesamtkosten wurden im August 2022 auf ca. 210 Millionen Euro geschätzt. Davon sollten ca. 171 Millionen Euro durch den Bund über das Gemeindeverkehrsfinanzierungsgesetz (GVFG) getragen werden. Das Land Baden-Württemberg stellte etwa 21 Millionen Euro zur Verfügung. Die verbleibenden Kosten sollten durch den VRS, die Stadt Filderstadt, sowie die Gemeinde Neuhausen und den Landkreis Esslingen finanziert werden. Mitte 2025 wurde eine Verschiebung der Inbetriebnahme auf Ende 2028 bekannt und eine damit einhergehende Erhöhung der Kosten auf 223 Millionen Euro angegeben.
Im Januar 2023 beschloss der VRS, die S-Bahn-Verlängerung in den Digitalen Knoten Stuttgart zu integrieren und ebenfalls mit ETCS auszurüsten. Dazu wären Planungsleistungen in Höhe von rund 1,4 Millionen Euro erforderlich. Weitere 0,6 Millionen Euro Mehrkosten machte die SSB geltend.
Mitte 2024 waren verschiedene Bauvorbereitungen, wie Fäll- und Räumarbeiten sowie Leitungsverlegungen, im Gang.

### Ausblick
Für das Jahr 2025 wurden 2013 zwischen der Rohrer Kurve und dem Flughafen, je nach Streckenabschnitt, täglich zwischen 25.200 und 36.100 Reisende erwartet (Summe beider Richtungen). Das entspricht gegenüber 2010 einem Zuwachs um 6.400 bis 10.600 Reisenden. Auf dem Abschnitt zwischen Flughafen und Filderstadt wird mit einem Rückgang um 200 auf 8100 Reisende gerechnet, die Verlängerung der Strecke nach Neuhausen ist dabei in der Prognose nicht berücksichtigt.
Nach einer vorgelegten Prognose werden für 2025 bis zu 34.600 Reisende pro Tag erwartet, darunter 16.700 S-Bahn-Fahrgäste. Eine im Januar 2020 für das Jahr 2030 vorgelegte Verkehrsprognose erwartet zwischen Leinfelden und Echterdingen 23.000 S-Bahn-Fahrgäste pro Tag.
Die Strecke soll bis 2030 in den Digitalen Knoten Stuttgart integriert und dabei mit Digitalen Stellwerken, ETCS und automatisiertem Fahrbetrieb ausgerüstet werden. Im Mai 2019 war dabei geplant, die Strecke mit ETCS Level 2 „mit Signalen“ auszurüsten. Inzwischen ist eine ETCS-Ausrüstung zwischen Rohrer Kurve und Filderstadt mit ETCS Level 2 „ohne Signale“ geplant (Stand: Dezember 2019). Auf diesem Abschnitt sollte ab Januar 2025 ETCS im Fahrgastbetrieb erprobt werden, bevor im Sommer 2025 die Stammstrecke und im Dezember 2025 der neue Hauptbahnhof in Stuttgart in Betrieb geht. Das Elektronische Stellwerk ESTW-Z Vaihingen, das den Großteil der Strecke steuert, soll bis 2025 in einem Digitalen Stellwerk Stuttgart aufgehen. Für Bauarbeiten für das Stellwerk sollte der Streckenabschnitt zwischen Rohr und Flughafen für drei Wochen vollständig und weitere drei Wochen eingleisig gesperrt werden. Zwischen Flughafen und Filderstadt waren eine weitere, 16-tägige Totelsperrung vorgesehen. Im Juni 2024 gab die DB eine Verschiebung der Inbetriebnahme mit ETCS in diesem Bereich auf Mai 2026 bekannt. Im Juli 2025 folgte eine weitere Verschiebung auf April 2027.
Eine angedachte, darüber hinaus gehende Weiterführung ins Neckartal wäre laut Angaben des Verbandes Regions Stuttgart mit großen technischen Schwierigkeiten verbunden. Unter anderem wäre Neuhausen zu untertunneln und die Anbindung der Strecke bei Denkendorf aufwendig.  Seitdem der Bau der Großen Wendlinger Kurve feststeht, besteht auch die Möglichkeit nach Fertigstellung des Fernbahnhofs Stuttgart Flughafen Verbindungen ins Neckartal zu realisieren.
Der VRS erwägt, Pönalemittel für eine zusätzliche Überleitverbindung in Leinfelden einzusetzen. Zu Kosten von etwa sechs bis acht Millionen Euro könne damit der Betrieb bei Störungen flexibilisiert werden.  Eine entsprechende Überleitstelle war Teil der bis 2024 verfolgten Stuttgart-21-Planung, die durch den Pfaffensteigtunnel ersetzt wurde.
Darüber hinaus beschloss der VRS im März 2024, eine Studie zum „autonomen Fahren“, u. a. auf der Filderbahn, mit 450.000 Euro zu finanzieren.